# Wilhelm Wien
Wilhelm Carl Werner Otto Fritz Franz Wien, nemški fizik, * 13. januar 1864, Gaffken (sedaj Parusnoje, Kaliningrajska oblast, Rusija) pri Fischhausnu (sedaj Primorsk), Vzhodna Prusija, † 30. avgust 1928, München, Nemčija.
Wien je leta 1911 prejel Nobelovo nagrado za fiziko za odkritja v zvezi s sevalnimi zakoni toplote.